# مدلار ویت وشام
longitudeمدلار ویت وشامlatitudeمدلار ویت وشام
مدلار ویت وشام (به انگلیسی: Medlar with Wesham) یک بلوک شهری در بریتانیا است که در انگلستان واقع شده‌است.

## خصوصیات
مدلار ویت وشام ۳٬۲۴۵ نفر جمعیت دارد.